# Durize
Durize (auch Rouge de Fully genannt) ist eine Rotweinsorte, die im Schweizer Kanton Wallis in kleinen Mengen um den Ort Fully kultiviert wird. Sie ist eine sehr alte, autochthone Sorte. In früheren Tagen durchaus weit verbreitet, wurden im Jahr 2007 nur noch 0,65 Hektar bestockter Rebfläche erhoben (Quelle: Office fédéral de l'agriculture OFAG). Sie stammt wahrscheinlich aus dem italienischen Aostatal.
Aus Durize kann im Idealfall ein vollmundiger Rotwein gekeltert werden. In weniger guten Jahren sind die Weine jedoch alkoholarm und reich an Säure. Die Sorte ist frühreifend und trägt mässig, aber sehr unregelmässig. Ausserdem reagiert sie sehr empfindlich auf Magnesiummangel im Boden. Die Beeren sind ausgesprochen knackig. Genanalysen ergaben, dass die Durize eine natürliche Kreuzung der Sorte Roussin aus dem Aostatal und einer noch unbekannten Sorte ist.

## Herkunft
Durize gehört zu einer Gruppe von Rebsorten, die sich in der geographischen Insellage der Alpenregionen Italiens und des Wallis in der Schweiz halten konnten. Zu dieser Gruppe gehören die folgenden Sorten:
- Rotweinsorten: Bonda, Cornalin d’Aoste, Cornalin du Valais, Crovassa, Durize, Eyholzer, Fumin, Goron de Bovernier, Mayolet, Ner d’Ala, Petit-Rouge, Prëmetta/Prié rouge, Roussin, Roussin de Morgex, Vien de Nus, Vuillermin.
- Weissweinsorten: Completer, Himbertscha, Humagne Blanche, Lafnetscha, Petite Arvine, Planscher, Prié Blanc, Resi.

## Synonyme
Rouge de Fully oder Vieux rouge de Fully

## Abstammung
Roussin x unbekannte Sorte